# Kentucky Three-Day Event

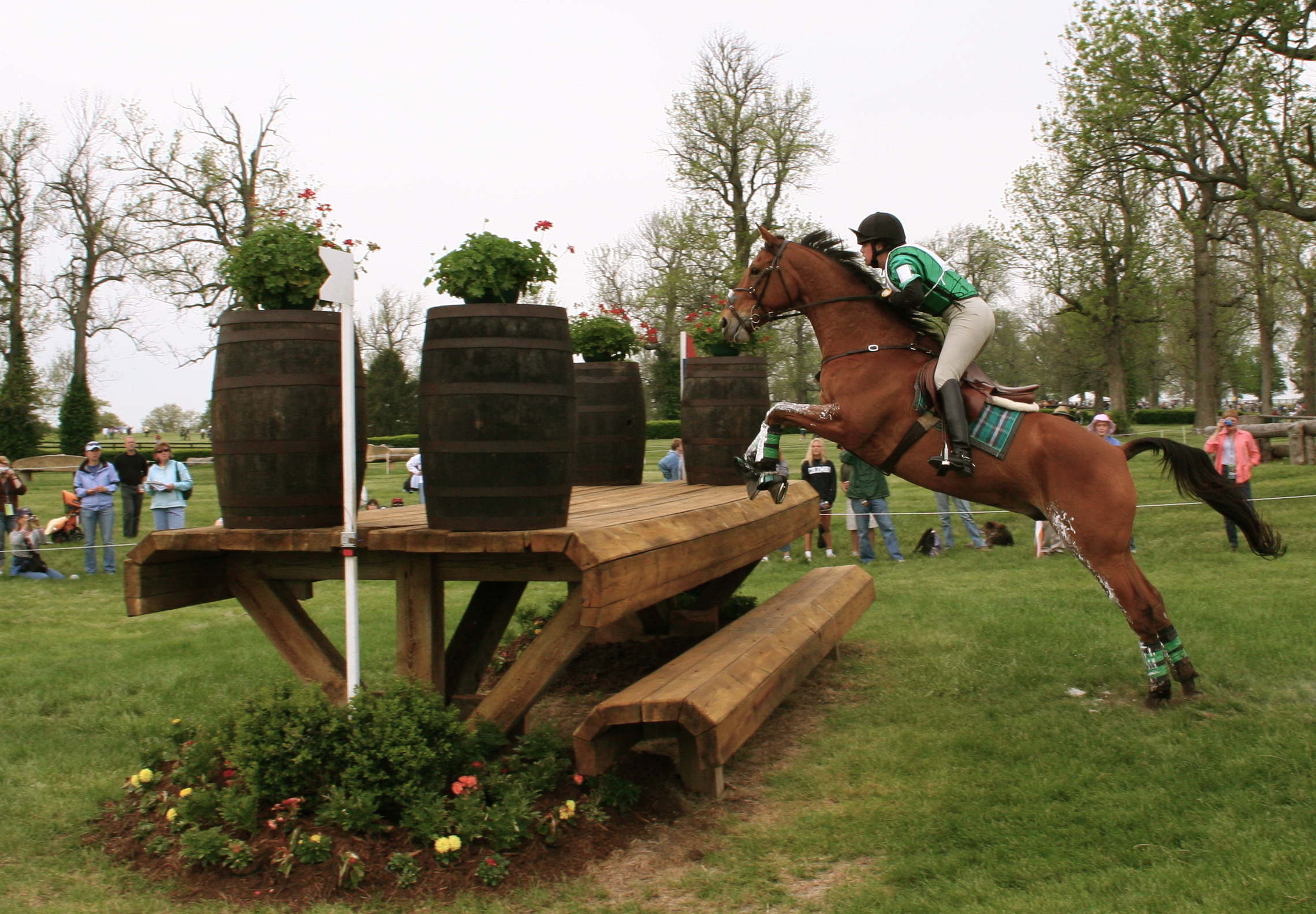
Geländeritt der Austragung 2007

Der Kentucky Three-Day Event ist ein jährlich stattfindender Wettbewerb im Vielseitigkeitsreiten. Er wird jeweils in der letzten Aprilwoche im Kentucky Horse Park bei Lexington im Bundesstaat Kentucky ausgetragen, in der Woche vor dem Kentucky Derby.
Es ist der einzige Wettbewerb in den USA, der vom Weltreitverband FEI zur höchsten Kategorie CCI**** gerechnet wird (die weiteren Wettbewerbe dieser Stufe sind die Badminton Horse Trials, die Burghley Horse Trials, der Australian International Three Day Event, die Luhmühlener Vielseitigkeit und die Étoiles de Pau). Die drei traditionsreichsten Wettbewerbe dieser Kategorie (Badminton, Burghley, Kentucky) werden zusammen als „Grand Slam des Vielseitigkeitsreitens“ bezeichnet.
Das Preisgeld beträgt insgesamt 250.000 US-$. Aus den Ergebnissen der sechs CCI****-Turniere weltweit ergibt sich zudem seit dem Jahr 2008 eine von der FEI geschaffene Gesamtwertung (HSBC FEI Classics™); die fünf bestplatzierten dieser Rangliste erhalten ein Preisgeld von insgesamt 333.000 US-$.
Trotz seines Namens (Three Day = drei Tage) erstreckt sich der Wettbewerb über vier Tage. Wegen der hohen Teilnehmerzahl werden für das Dressurreiten zwei Tage benötigt (Donnerstag und Freitag), gefolgt von je einem Tag mit Geländeritt (Samstag) und Springreiten (Sonntag).
1974 gewannen Bruce Davidson und das amerikanische Team jeweils die Goldmedaille bei der Weltmeisterschaft in Burghley. Dadurch erhielten die Amerikaner das Recht, die WM 1978 in ihrem eigenen Land durchzuführen. Als Austragungsort bot sich der Kentucky Horse Park bei Lexington an. Der große finanzielle Erfolg der Weltmeisterschaft bewog das Organisationskomitee dazu, in Lexington jedes Jahr eine Veranstaltung dieser Art durchzuführen.
Bis zum Jahr 2017 war Rolex Namenssponsor der Veranstaltung (Rolex Kentucky Three-Day Event). Erstmals 2018 übernahm Land Rover dieses Sponsoring, das Turnier trägt nun den Namen Land Rover Kentucky Three-Day Event.

## Siegerliste
(In Klammern sind jeweils die Pferde angegeben)
| - 1978: Bruce Davidson (Might Tango) - 1979: Juliet Bishop (Taxi) - 1980: Torrance Watkins (Poltroon) - 1981: James Wofford (Carawich) - 1982: Kim Walnes (The Gray Goose) - 1983: Bruce Davidson (JJ Babu) - 1984: Bruce Davidson (Dr. Peaches) - 1985: Derek di Grazia (Sasquatch) - 1986: James Wofford (The Optimist) - 1987: Kerry Millikin (The Pirate) - 1988: Bruce Davidson (Dr. Peaches) - 1989: Bruce Davidson (Dr. Peaches) - 1990: David O’Connor (Wilton Fair) - 1991: Karen Lende O’Connor (Mr. Maxwell) - 1992: Stuart Young-Black (Von Perrier) - 1993: Bruce Davidson (Happy Talk) - 1994: Julie Gomena (Treaty) - 1995: David O’Connor (Custom Made) - 1996: Stephen Bradley (Dr. Dolittle) - 1997: Karen O’Connor (Worth the Trust) - 1998: Tiffani Loudon (Makabi) - 1999: Kimberly Vinsoki (Over the Limit) - 2000: Blyth Tait (Welton Envoy) - 2001: David O’Connor (Giltedge) - 2002: Kimberly Severson-Vinsoki (Winsome Adante) - 2003: Philippa Funnell (Primmore’s Pride) - 2004: Kimberly Severson (Winsome Adante) - 2005: Kimberly Severson (Winsome Adante) - 2006: Andrew Hoy (Master Monarch) - 2007: Clayton Fredericks (Ben Along Time) | - 2008: Phillip Dutton (Connaught) - 2009: Lucinda Fredericks (Headley Britannia) - 2010: William Fox-Pitt (Cool Mountain) - 2011: Mary King (Kings Temptress) - 2012: William Fox-Pitt (Parklane Hawk) - 2013: Andrew Nicholson (Quimbo) - 2014: William Fox-Pitt (Bay My Hero) - 2015: Michael Jung (Rocana) - 2016: Michael Jung (Rocana) - 2017: Michael Jung (Rocana) - 2018: Oliver Townend (Cooley Master Class) - 2019: Oliver Townend (Cooley Master Class) - 2020: Vorsorglich aufgrund der COVID-19-Pandemie abgesagt - 2021: Oliver Townend (Ballaghmor Class) - 2022: Michael Jung (Chipmunk FRH) |